# Kasteel Trianon

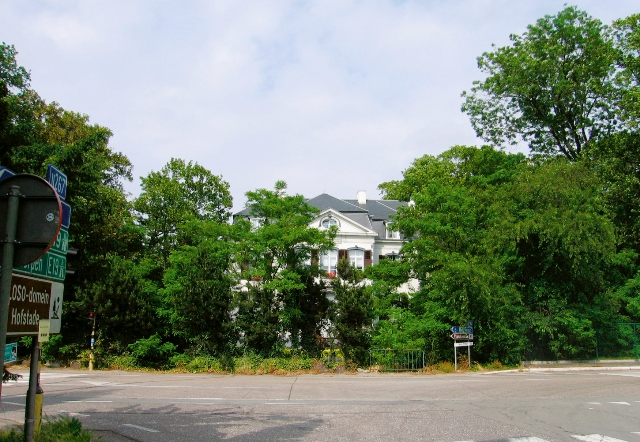
Kasteel Trianon

Het Kasteel Trianon is een kasteel in de tot de Vlaams-Brabantse gemeente Boortmeerbeek behorende plaats Hever, gelegen aan de Stationsstraat 9.
Dit kasteel werd omstreeks 1770 gebouwd op een domein aan de Leuvensesteenweg en voorzien van een hier loodrecht opstaande dreef, de 2 km lange Trianondreef, die rechtstreeks in de richting van Brussel voerde. Voordien was hier ook een landhuis dat van ongeveer 1600 zou zijn.
Het landhuis van 1770 is in classicistische stijl met een middenrisaliet dat gedekt wordt door een driehoekig fronton. De in Lodewijk XV-stijl uitgevoerde elementen werden later (omstreeks 1900) toegevoegd.
Een groot deel van het landgoed viel na de Tweede Wereldoorlog ten offer aan verkaveling ten behoeve van villa's.